# Barania škára
Beraní škára ( polsky Barania Szczerba je sedlo mezi severozápadním a jihovýchodním vrcholem Baraních rohov ve Vysokých Tatrách Na obě strany spadají z něj mohutné žlaby do Malé Studené doliny a do Baranej dolinky. 

## Název
Vytvořil ho Arno Puškáš a v polském překladu Barania Szczerba WH Paryski. 

## Turistika
Beraní spára je dostupná po výstupu na vrchol Baraních rohů s horským vůdcem.